# Đền Trần Thương
Đền Trần Thương là một ngôi đền thờ Trần Hưng Đạo được dựng lên ngay trên phần đất khi xưa ông dùng làm kho lương phục vụ cuộc kháng chiến chống quân Nguyên - Mông lần 2. Đền Trần Thương nằm ở xã Trần Thương, tỉnh Ninh Bình, Việt Nam. Từ phường Hoa Lư, trung tâm tỉnh Ninh Bình tới đền Trần Thương 50 km. Đây là ngôi đền lớn thờ Trần Hưng Đạo đã được xếp hạng Di tích quốc gia đặc biệt tại Việt Nam và gắn với lễ hội phát lương Đức Thánh Trần diễn ra hàng năm.

## Lịch sử
Khu vực đền trước đây là trung tâm của sáu con ngòi nhỏ (gọi là Lục đầu khê); từ đây có thể dọc theo sông Long Xuyên, ra sông Hồng xuống cửa Hữu Bị, Tuần Vường vào sông Châu Giang; hoặc từ đây ngược sông Hồng đi Thăng Long rồi xuôi ra biển. Nơi đây có địa thế đẹp, giàu nguồn lương thực và thuận lợi về đường thủy, do đó Trần Quốc Tuấn khi đó đang làm Quốc công tiết chế đã đặt một kho lương ở đây để phục vụ cuộc kháng chiến chống quân Nguyên - Mông lần 2. Sau khi đại thắng trở về, ông cắm sinh phần, lấy đây làm dân "tạo lệ", từ đó xuất hiện thôn Trần Thương.
Thôn Trần Thương cũng là một trong ba nơi có liên quan mật thiết đến cuộc đời và sự nghiệp Trần Quốc Tuấn là Kiếp Bạc, Bảo Lộc (Đền Trần), Trần Thương; điều đó thể hiện qua câu nói: "Sinh Kiếp Bạc, thác Trần Thương, hương Bảo Lộc (Đền Trần)".

## Đền Trần Thương
Đền Trần Thương được xây dựng vào thời Hậu Lê,  nằm ngay trên nền kho lương của nhà Trần được xây để phục vụ cuộc chiến chống quân Mông-Nguyên lần thứ 2
Đền có kiến trúc độc đáo mang phong cách nghệ thuật cổ đại của dân tộc Việt Nam; được trang trí bằng những họa tiết được chạm khắc công phu kết hợp nhiều kỹ thuật của người cổ đại như kỹ thuật chạm (kênh bong, chạm chìm, chạm nổi), kỹ thuật bào trơn, đóng bén, tạo các loại mộng và kỹ thuật xử lý vật liệu gỗ, vật liệu truyền thống (vôi, cát, gạnh,...) có giá trị khảo cứu cao.
Khu vực xung quanh đền mang đậm dấu ấn văn hóa vật chất thời Trần; qua khai quật, các nhà khảo cổ học đã phát hiện nhiều vũ khí cùng mảnh gốm sứ mang phong cách nghệ thuật gốm sứ thời Trần (bát đĩa gốm men nâu, vàng ngà,...).

## Kiến trúc
Đền Trần Thương được xây dựng trên một khu đất rộng, nằm biệt lập. Giới hạn không gian của đền là hệ thống tường xây bằng gạch đặc trát vữa kết hợp với các đoạn kênh, ao hồ. Tổng thể ngôi đền quay về hướng Nam, gồm các hạng mục: Nghi môn ngoại, Đường chính đạo, Nghi môn nội, Sân và bình phong, Đền chính, Nhà mẫu, Giếng nước.
- Nghi môn ngoại: có kiến trúc gác 3 tầng mái, gồm 3 cổng ra vào, hai bên xây trụ biểu. Cổng giữa cũng là lối đi chính dẫn và đền, cửa cuốn vòm, bốn góc mái xây lan can gạch men hoa chanh, phía trước đắp đôi cá chép chầu. Kết cấu Nghi môn ngoại xây tường gạch đặc trát vữa, trên mỗi khoảng tường đều đắp trát trang trí con giống, hoa văn, gờ chỉ đẹp.
- Đường chính đạo: Đường chính đạo lát bằng gạch chỉ lối từ tam quan ngoại vào sân đền, dài 50m, rộng 5m, hai bên đường là hai hàng cây xanh tạo cảnh quan cho di tích.
- Nghi môn nội: xây kiểu trụ biểu, hai trụ chính có tiết diện hình vuông, xây gạch đặc trát vữa, soi chỉ trang trí. Trên mỗi trụ đắp một con lân chầu hướng vào trong. Hai cổng phụ hai bên xây dạng cuốn vòm, hai tầng tám mái có chồng diêm. Mái cổng đắp hình ngói ống, tầng mái dưới có đầu đao cong trang trí hoa văn cách điệu, tầng mái trên cũng được đắp đầu đao, trên bờ nóc đắp hai kìm nóc hình đầu rồng há miệng ngậm bờ nóc.
- Sân và bình phong: Đi qua Nghi môn nội là khoảng sân đền rộng khoảng 600m², được lát bằng gạch đỏ.

### Đền chính
Đền chính gồm các hạng mục Cổ lâu, Tiền tế, Tả hữu vu, Hồ khẩu, Trung điện, Hậu cung, tổng thể có kích thước 16,8m x 24,18m. Hai bên phải, trái của công trình là hai giếng nước, kè bằng đá xanh.
Cổ lâu nằm ở phía trước gian giữa của Tiền tế, có mặt bằng hình vuông, có kiến trúc hai tầng dựng theo kiểu chồng diêm tám mái, lợp ngói mũi hài, trên bờ nóc và các bờ dải có đắp rồng, phượng.
Tiền tế có 5 gian 2 chái, gồm 6 vì kèo làm bằng gỗ lim. Mỗi vì kèo gồm 4 cột, các cột làm kiểu búp đòng giữa to hai đầu nhỏ, đặt trên chân tảng đá xanh. Bộ vì nóc kết cấu kiểu chồng rường, giá chiêng.
Giếng Hồ khẩu nối liền không gian với Tiền tế, giếng thông thiên không có mái che, có đường kính 6,39m, độ sâu -2,9m. Thành giếng xây bằng gạch chỉ.
Hai nhà Tả/Hữu vu nối với hai gian đầu hồi của Tiền tế, đối xứng hai bên giếng Hồ khẩu, có kiến trúc giống nhau, khép kín, chồng diêm hai tầng bốn mái. Mái lợp ngói ống, bờ nóc và bít đốc xây gạch trát vữa, tường bằng gạch đặc trát vữa xi măng, cửa ra vào mở ra hướng giếng Hồ khẩu, một cửa phụ thông vào Trung điện, các cửa sổ chắn song mở ra hướng chính và Tiền tế.
Trung điện ở vị trí phía sau giếng Hồ khẩu, diện tích 12,47m x 5,97m, nền lát gạch bát, gian giữa trước ban thờ lát gạch men, nền Trung điện có cốt cao độ + 0,20m. Tòa này có 5 gian, chủ yếu được xây bằng gạch, cao hơn kiến trúc của tiền tế và tả hữu vu. Ở mặt trước, gian giữa có xây một tòa cổ lâu bằng gạch nhô hẳn ra phía giếng, phía trên tạo thành hai làn mái, lợp ngói ống.
Hậu cung là công trình nằm sau cùng có diện tích 2,68m x 5,82m, nối liền với Trung điện. Kết cấu bằng gạch đặc trát vữa, xây dạng cuốn vòm, hai tầng mái đều được lợp ngói ống.

### Nhà Mẫu
Nhà mẫu nằm riêng biệt phía sau của Đền chính, có mặt bằng hình chữ "đinh", kiến trúc 3 gian 2 chái, phía trước nhà Mẫu là khoảng sân lát gạch đỏ mạch chữ "công".

### Giếng nước
Đền có tổng cộng 04 giếng nước, thành được kè bằng đá hộc, có bậc lên xuống xây bằng gạch, bao gồm: 02 giếng nước hình tròn, nằm ở phía trước theo hướng Nam của Đền, mỗi giếng có đường kính 7,5m. Phía sau bên trái hướng Bắc của Đền là một giếng nhỏ, đường kính 4,9m. Phía bên phải theo hướng Tây của Đền còn một giếng nhỏ, lòng giếng hình thoi hiện nay không có nước.

## Di vật
Đền Trần Thương hiện còn lưu giữ 202 di vật, cổ vật, đồ thờ tự đẹp, có giá trị nghệ thuật cao, phong phú về thể loại, đa dạng về chất liệu như: tượng thờ, khám thờ, ngai thờ, ấn thờ, kiệu, hệ thống bát biểu, câu đối, đại tự. Đồ gốm sứ có lục bình, bát hương, bát đĩa, chén, nậm rượu. Đồ đá như rùa, nghê, voi, đỉnh hương, nhang án. Đồ giấy có 38 đạo sắc phong. Các chất liệu khác bằng bạc, bằng đồng như kiếm bạc vỏ đồi mồi, vòng bạc, chén bạc, lọ đồng,... tất cả góp phần làm nên giá trị của di tích.

## Lễ hội
Lễ hội đền Trần Thương được tổ chức vào Rằm tháng Giêng và 20 tháng Tám (Âm lịch) hàng năm, là một trong ba lễ hội trong vùng lớn nhất của tỉnh Hà Nam. Lễ hội với nhiều hoạt động văn hóa dân gian đặc sắc, độc đáo, như lễ rước nước và thi bơi chải trên sông. Từ năm 2010 đến nay, đền Trần Thương tổ chức Lễ hội phát lương (vào đêm ngày 14 tháng Giêng Âm lịch), thu hút rất đông du khách và nhân dân địa phương.
Nghi lễ phát lương có ba phần: Lễ rước lương thảo từ kho lương vào trong đền làm lễ. Phần thứ hai là lễ châm đuốc và dâng hương của các đại biểu. Phần thứ ba là rước lương thảo vào hậu cung làm mật lễ. Sau đó các túi lương tượng trưng gồm năm loại hạt (đỗ đỏ, đỗ xanh, hạt đậu nành, ngô đỏ, thóc nếp cái hoa vàng) cùng ấn phù của Đền Trần Thương được phát cho quan khách và nhân dân với mong ước một năm mới bình an, hạnh phúc và no ấm.

## Xếp hạng di tích
Với giá trị đặc biệt tiêu biểu, di tích lịch sử và kiến trúc nghệ thuật Đền Trần Thương được Thủ tướng Chính phủ xếp hạng di tích quốc gia đặc biệt (tại Quyết định số 2367/QĐ-TTg, ngày 23/12/2015).